# Калушин (Легьоновский повет)
Калушин (пол. Kałuszyn) — село в Польше, входит в Мазовецкое воеводство, Легьоновский повят.
Население 443 человек (на 2011 год).

## История
Во время Великой Отечественной войны село было освобождено 15 января 1945 года советской 47-й армией после успешного боя с войсками немецкой армии, за что были награждены боевыми наградами красноармейцы Василий Семынин, Григорий Сандуляк, Григорий Чураков, Тимофей Чабану, Григорий Дзюба, Николай Исаев, Кузьма Татаров и Александр Шаблюгин.